# Parc national Budderoo
Le parc national Budderoo est un parc national situé en Nouvelle-Galles du Sud en Australie à 99 km au sud-ouest de Sydney est surtout connu pour abriter la forêt de Minnamurra. 